# Adrián Leško
Adrián Leško (sinh 24 tháng 7 năm 1995), là một cầu thủ bóng đá Slovakia thi đấu cho 1. FC Tatran Prešov ở vị trí tiền vệ.

## Danh hiệu
Leško giành chức vô địch DOXXbet liga 2014–15 cùng với MFK Zemplín Michalovce.

## Sự nghiệp câu lạc bộ
Leško sinh ra ở Bardejov ở Slovakia. Anh ra mắt cho MFK Zemplín Michalovce lúc 16 tuổi, 11 tháng và 13 ngày, vào ngày 23 tháng 5 năm 2012 trước FK Bodva Moldava nad Bodvou, vào sân từ ghế dự bị thay cho Jaroslav Dargaj. Anh ra mắt tại Fortuna Liga cho MFK Zemplín Michalovce trước FK AS Trenčín ngày 18 tháng 7 năm 2015.